# Observatoire Markree
L’observatoire Markree était un observatoire astronomique du comté de Sligo, en Irlande.
L'astéroïde (9) Métis y fut découvert et resta pendant 160 ans le seul astéroïde découvert depuis le sol irlandais, avant la découverte de 2008 PM9 par Dave McDonald à l'observatoire de code MPC J65.